# 美作河井駅
美作河井駅（みまさかかわいえき）は、岡山県津山市加茂町山下にある、西日本旅客鉄道（JR西日本）因美線の駅である。

## 概要

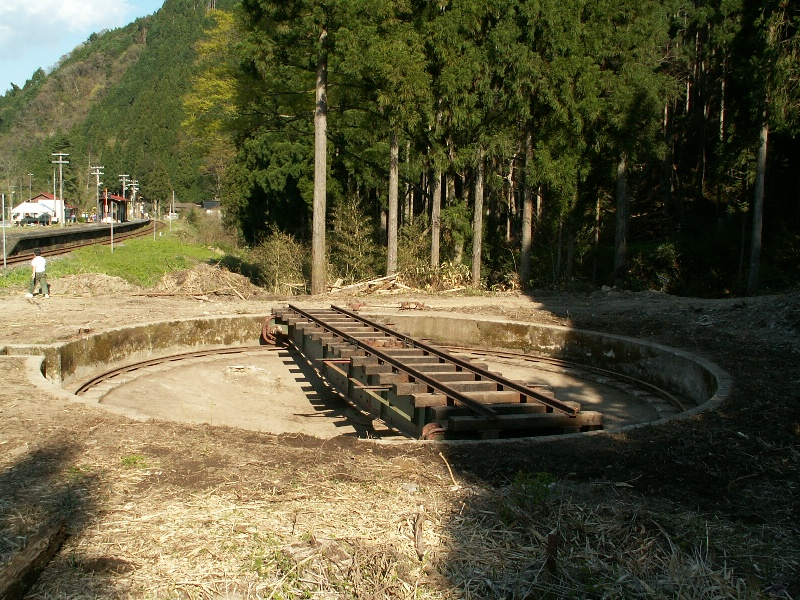
発掘された転車台（2007年4月）

岡山県の最北端に位置する駅である。1999年10月にCTC化されるまでは、当駅が岡山支社と米子支社の指令上の境界駅と位置付けられていた。
駅南西側には、以前除雪車の向きを変えるために使用されていた手動の転車台が存在する。使用されなくなって以降は土中に埋まっていたが、2007年4月に掘り起こされた。この転車台は2009年2月に近代化産業遺産認定を受けた。

## 歴史
- 1931年（昭和6年）9月12日：鉄道省因美南線美作加茂駅 - 当駅間延伸時に終着駅として開設[4]。
- 1932年（昭和7年）7月1日：当駅 - 智頭駅間延伸、途中駅となる[5]。
- 1962年（昭和37年）9月1日：貨物取扱廃止[6]。
- 1970年（昭和45年）10月1日：荷物扱い廃止[6]、駅員無配置駅となる[7]。
- 1987年（昭和62年）4月1日：国鉄分割民営化に伴い、JR西日本に移管[6]。
- 1997年（平成9年）11月29日：完全無人駅化。同時に棒線駅化[8]。

## 駅構造

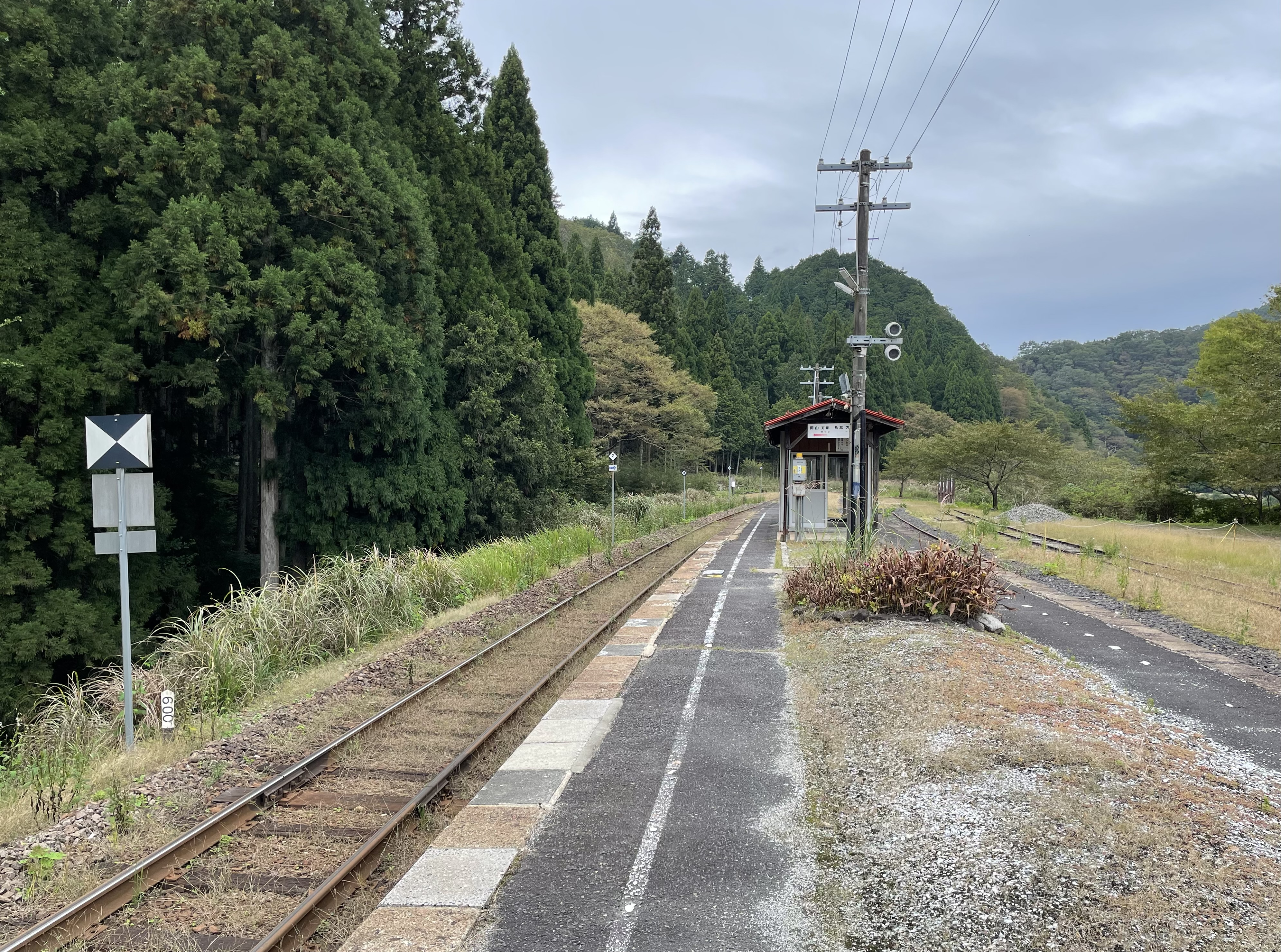
構内（2023年10月）

単式ホーム1面1線を有する地上駅。以前は島式ホーム1面2線と留置線1本を有する合計1面3線の駅だったが、1997年に交換設備が撤去され、停留所となった。これらの線路の一部は撤去されている。木造駅舎を備える。
駅舎とホームは構内踏切で連絡している（但し跨ぐ線路は本線から分断された線路であるため、今となってはただの通路となっている）。
津山駅が管理する無人駅である。

## 利用状況
近年の1日平均乗車人員の推移は以下の通り。
| 乗車人員推移 | 乗車人員推移 |
| 年度         | 1日平均人数  |
| ------------ | ------------ |
| 1999         | 32           |
| 2000         | 30           |
| 2001         | 32           |
| 2002         | 34           |
| 2003         | 29           |
| 2004         | 29           |
| 2005         | 25           |
| 2006         | 20           |
| 2007         | 21           |
| 2008         | 17           |
| 2009         | 22           |
| 2010         | 21           |
| 2011         | 22           |
| 2012         | 15           |
| 2013         | 11           |
| 2014         | 13           |
| 2015         | 11           |
| 2016         | 13           |
| 2017         | 8            |
| 2018         | 12           |
| 2019         | 11           |
| 2020         | 15           |
| 2021         | 10           |

## 駅周辺
- 岡山県道・鳥取県道6号津山智頭八東線
- 岡山県道・鳥取県道118号加茂用瀬線
- 岡山県道208号美作河井停車場線
- のるイコつやま（旧：津山市営阿波バス）「美作河井駅」停留所

## その他
- 当駅は、1995年10月29日にトラベルライター横見浩彦がJR全線の全駅下車を達成した駅である[11]。

## 隣の駅
西日本旅客鉄道（JR西日本）
 因美線
■快速
通過
■普通
那岐駅 - 美作河井駅 - 知和駅